# Stanisław Libner
Stanisław Libner (ur. 3 września 1911 w Skulsku, zm. 16 kwietnia 1981 w Warszawie) – polski aktor teatralny.
Na stopień podporucznika rezerwy został mianowany ze starszeństwem z 1 stycznia 1936 i 55. lokatą w korpusie oficerów łączności. W czasie kampanii wrześniowej 1939 walczył jako dowódca III plutonu kompanii telefonicznej 14 Dywizji Piechoty. Dostał się do niemieckiej niewoli. Przebywał w Oflagu VII A Murnau .

## Kariera sceniczna
Oficjalnie zadebiutował 9 października 1946 r. na scenie toruńskiego Teatru Ziemi Pomorskiej, jako Kasper, w sztuce Gwałtu, co się dzieje! Aleksandra Fredry w reżyserii Józefa Maślińskiego. Inne spektakle z udziałem Libnera:
- 28 X 1946: Dwa teatry Jerzy Szaniawski, reż. Wilam Horzyca – jako Autor
- 21 XII 1946: Za kulisami (Tyrtej) Cyprian Kamil Norwid, reż. Wilam Horzyca – w podwójnej roli: Polak urzędnik zagraniczny, Kleokarp
- 22 I 1947: Ładna historia G. Caillavet i R. de Flers, reż. Józef Maśliński – jako p. d’Eguzon
- 18 II 1947: Magia Gilbert Keith Chesterton, reż. Wilam Horzyca – jako wielebny Cyryl Smith
- 2 IV 1947: Wesele Stanisław Wyspiański, reż. Wilam Horzyca – jako ojciec
- 14 V 1947: Romeo i Julia William Szekspir, reż. Wilam Horzyca – jako Laurenty
- 12 VI 1947: Ożenek Nikołaj Gogol, reż. Józef Maśliński – jako Podkolesin

Następne dwa sezony teatralne (od X 1947 do VI 1949 r.) wiązały się z przeprowadzką do Warszawy i angażem w tamtejszych Miejskich Teatrach Dramatycznych (MTD):
- 25 X 1947: Żołnierz i bohater George Bernard Shaw, reż. Jan Kochanowicz – jako mjr Paweł (Teatr Comoedia)
- 23 III 1948: R.H. Inżynier[5] 3-aktówka Brunona Winawera, reż. Jan Kochanowicz – jako Dordoński (Teatr Powszechny)
- 6 X 1948: Podróż pana Perrichon Eugène Labiche i Edouard Martin, reż. Czesław Szpakowicz – jako tytułowy Perrichon (Teatr Mały)
- 8 I 1949: Zieleni się zboże Williams Emelyn, reż. Czesław Szpakowicz – jako Mg Jones (Teatr Powszechny)
- 8 VI 1949: Okno w lesie Leonid Rachmanow i E. Ryss, reż. Irena Ładosiówna – jako prof. Andrzej Kostrow (Teatr Mały)

Na jeden sezon (od VIII 1949 do VII 1950 r.) przeniósł się do Teatru Powszechnego, w którym m.in. 30 VI 1950 r. pojawił w sztuce Izydora Sztoka pt. Gastello, w reżyserii Czesława Szpakowicza – jako Paweł Giriawyj. Po krótkim, 2-miesięcznym epizodzie w Teatrze Dzieci Warszawy, jesienią 1950 r., przeszedł do zespołu Teatru Nowej Warszawy:
- 10 X 1950: O krasnoludkach i o sierotce Marysi Maria Konopnicka, reż. Maria Leonia Jabłonkówna jako Koszałek-Opałek
- 21 IV 1951: Człowiek i maszyny Władysław Lubecki, reż. Zbigniew Koczanowicz – jako Alojzy Kaban

Przez niemal 30 lat (od VII 1951 do I 1981 r.) swej pracy aktorskiej był związany z warszawskim Teatrem Ateneum:
- 25 VII 1951: Interwencja Lew Sławin, reż. Ludwik René – jako kpr. Barbaroux
- 31 XII 1951: Pociąg do Marsylii Krzysztof Gruszczyński, reż. Jerzy Ukleja – jako Andre Martin
- 2 IV 1952: Zwycięstwo scen. i reż. Janusz Warmiński – jako Marcin Zajączkowski
- 19 VII 1952: ZbiegowieHalina Auderska, reż. Jerzy Ukleja – jako Kucharz
- 18 V 1953: Ostatni Maksim Gorki, reż. Janusz Warmiński – jako Leszcz
- 13 I 1954: Spazmy modne 3-aktówka Wojciech Bogusławski, reż. Maria Wiercińska – jako Wiercicki
- 29 IV 1954: Ostatnia ofiara Andrzej Ostrowski, reż. Władysław Sheybal – jako Łuka Gierasimowicz Diergaczow
- 31 XII 1954: Pojedynek John Galsworthy, reż. Janusz Warmiński – jako Hillcrist
- 30 IV 1955: Maturzyści Zdzisław Skowroński, reż. Zdzisław Tobiasz – jako Dyrektor liceum ogólnokształcącego
- 16 III 1956: Dziwak Nâzım Hikmet, reż. Maryna Broniewska – jako Redżeb
- 24 IX 1956: Skowronek Jean Anouilh, reż. Czesław Szpakowicz – jako ojciec (Sala Kongresowa PKiN: Teatr Telewizji)
- 1 XII 1956: Ich głowy Marcel Aymé, reż. Zdzisław Tobiasz – jako Bertolier
- 6 VII 1957: Lato Tadeusz Rittner, reż. Maryna Broniewska – jako Sekundariusz
- 16 X 1957: Miłość i gniew John Osborne, reż. Zdzisław Tobiasz – jako płk. Redfern
- 11 XII 1957: Świętoszek Molier, reż. Janusz Warmiński – jako Orgon
- 12 II 1958: Osaczeni Janusz Warmiński, reż. Bronisław Pawlik – jako Żołnierz SS
- 31 V 1958: Tramwaj zwany pożądaniem Tennessee Williams, reż. Janusz Warmiński – jako Doktor
- 14 III 1959: Za kulisami (Tyrtej) Cyprian Kamil Norwid, reż. Wilam Horzyca – w podwójnej roli: Polak urzędnik zagraniczny, Kleokarp (Teatr Narodowy)
- 16 I 1960: Fantazy Juliusz Słowacki, reż. Henryk Szletyński – jako Ksiądz Loga (Teatr Narodowy)
- 14 IX 1960: Testament psa Ariano Suassuna, reż. Konrad Swinarski – jako mjr Antonio Morais
- 17 X 1960: Ryszard III William Shakespeare, reż. Jacek Woszczerowicz – w podwójnej roli: Książę Norfolk, Mieszczanin II
- 25 II 1961: Kram z piosenkami Leon Schiller, reż. Barbara Fijewska – w poczwórnej roli, m.in. jako: Kataryniarz, Mąż, Ojciec
- 7 X 1961: Więźniowie z Altony Jean-Paul Sartre, reż. Janusz Warmiński – jako Oficer amerykański
- 2 XII 1961: Murzyni Jean Genet, reż. Zygmunt Hübner – jako Diouf
- 15 XII 1961: Wejście i wyjście Leszek Kołakowski, reż. Jerzy Markuszewski – jako Emeryt
- 24 III 1962: Krucjata Krzysztof Choiński, reż. Jan Bratkowski – jako Teukros
- 2 V 1962: Andorra Max Frisch, reż. Janusz Warmiński – jako Ksiądz
- 22 VI 1962: Requiem dla zakonnicy William Faulkner, reż. Jerzy Markuszewski – jako Sędzia
- 19 X 1962: Duże jasne Jarosław Abramow-Newerly i Andrzej Jarecki, reż. Jerzy Markuszewski – jako Obywatel I
- 2 III 1963: Demony John Whiting, reż. Andrzej Wajda – jako ojciec Mignon
- 26 III 1963: Kondukt Bohdan Drozdowski, reż. Zdzisław Tobiasz – jako Sołtys
- 14 V 1963: Inkarno Kazimierz Brandys, reż. Wanda Laskowska – jako „Brak Tożsamości”
- 24 X 1963: Marie-Octobre Julien Duvivier, Henri Jeanson oraz Jacques Robert, reż. Janusz Warmiński – jako Blanchet
- 28 I 1964: Za rzekę w cień drzew Ernest Hemingway, reż. Jacek Woszczerowicz – jako Portier
- 16 VI 1964: Niech no tylko zakwitną jabłonie (widowisko muzyczne) Agnieszka Osiecka, reż. Jan Biczycki – w poczwórnej roli, m.in. jako: Walery Wątróbka, Policjant, Sprzedawca Ballad
- 16 I 1965: Idący o poranku Maciej Zenon Bordowicz, reż. Kazimierz Dejmek – jako mężczyzna
- 10 IV 1965: Ptak Jerzy Szaniawski, reż. Jan Biczycki – jako Sekretarz
- 22 X 1965: Zamek Franz Kafka, reż. Janusz Warmiński – jako Burgel
- 4 VI 1966: Śmierć na gruszy Witold Wandurski, reż. Józef Szajna – jako Św. Piotr
- 19 I 1967: Zmierzch Isaak Babel, reż. Bohdan Korzeniewski – jako Bobriniec
- 10 VI 1967: Męczeństwo i śmierć Jean Paul Marata... Peter Weiss, reż. Konrad Swinarski – jako Pacjent V (Ojciec)
- 20 X 1967: Niemcy Leon Kruczkowski, reż. Janusz Warmiński – jako Antoni
- 4 V 1968: Biografia Max Frisch, reż. Janusz Warmiński – jako ojciec/Smaker
- 15 VIII 1968: Dyliżans[6] 4-aktówka Aleksandra Fredry, reż. Jerzy Goliński – jako p. Nula
- 16 V 1970: Krakus, czyli wyścigi Cyprian Kamil Norwid, reż. Małgorzata Dziewulska – jako Kiempe
- 28 VI 1970: Peer Gynt Henrik Ibsen, reż. Maciej Prus – jako Maester Cotton
- 16 XII 1970: Wnyki Feliks Falk, reż. Zdzisław Tobiasz – jako Gajowy
- 13 III 1971: Biesy Fiodor Dostojewski, reż. Janusz Warmiński – jako Gaganow
- 15 IV 1972: Kuchnia Arnold Wesker, reż. Janusz Warmiński – jako Szef
- 11 X 1972: Na dnie Maksim Gorki, reż. Jan Świderski – jako Krzywa Szyjka
- 6 I 1973: Gyubal Wahazar Stanisław Ignacy Witkiewicz, reż. Maciej Prus – jako Robotnik
- 26 I 1973: Ameryka Franz Kafka, reż. Jerzy Grzegorzewski – jako kapitan-Pollunder-Policjant
- 27 III 1974: Bloomusalem James Joyce, reż. Jerzy Grzegorzewski
- 26 XI 1974: Bal manekinów Bruno Jasieński, reż. Janusz Warmiński – jako płk. de Libner
- 26 IV 1975: Tragiczne dzieje Doktora Fausta Christopher Marlowe, reż. Maciej Prus – jako Starzec
- 12 II 1976: Jaskinia filozofów Zbigniew Herbert, reż. Jerzy Kaliszewski – jako Kriton
- 20 VII 1976: Korsarz Joseph Conrad, reż. Maciej Domański – jako Michel
- 1 VIII 1976: A miłość nigdy się nie kończy... Ödön von Horváth, reż. Janusz Warmiński – jako Engelbert
- 13 VIII 1977: Wielki Fryderyk Adolf Nowaczyński, reż. Józef Gruda – jako Johan Ernest Gockowsky
- 23 XII 1978: Tryptyk listopadowy Stanisław Wyspiański, reż. Janusz Warmiński – w podwójnej roli: Barzykowski, Frieze
- 10 XI 1979: Sprawa Andersonville Saul Levitt, reż. Zdzisław Tobiasz – jako dr John Bates
- 17 I 1981: Polonez Jerzy S. Sito, reż. Janusz Warmiński – jako Michał Jerzy Mniszech.

## Telewizja
Za debiut można uznać jego występ 29 lipca 1955 r. na scenie Teatru Telewizji w sztuce Ballady i romanse Adama Mickiewicza, w reżyserii Władysława Sheybala. Pozostałe dokonania aktorskie Libnera związane są także ze spektaklami Teatru Telewizji:
- 24 IX 1956: Skowronek Jean Anouilh, reż. Czesław Szpakowicz – jako ojciec
- 16 V 1957: Goście o zmierzchu Krystyna Salaburska, reż. Władysław Sheybal – rola epizodyczna
- 26 IV 1958: Przygody Ojca Browna z panem Lampke, reż. Józef Słotwiński – rola epizodyczna
- 3 V 1958: Błędne koło Arthur Conan Doyle, reż. Marek Nowakowski – jako Sherlock Holmes
- 7 VI/30 VIII 1958: Dolina Strachu Arthur Conan Doyle, reż. Czesław Szpakowicz – jako Doktor Watson
- 29 X 1959: Źrebak Michaił Szołochow, reż. Wojciech Siemion – jako Dowódca
- 17 V 1965: Rano przeszedł huragan Władysław Machejek, reż. Jan Bratkowski – rola epizodyczna
- 25 X 1965: Kapitan z Koepenick Carl Zuckmayer, reż. Józef Słotwiński – jako Komisarz/Kasjer
- 13 VI 1966: Martwe dusze Nikołaj Gogol, reż. Zygmunt Hübner – rola epizodyczna
- 6 III 1967: Martwa królowa Henry de Montherlant, reż. Jerzy Kreczmar – jako Doradca
- 21 VIII 1968: Wieczór poza domem Harold Pinter, reż. Józef Gruda – rola epizodyczna
- 13 XI 1969: Proces Mary Dugan Bayard Veiller, reż. Jan Bratkowski – rola epizodyczna
- 12 III 1970: Szal Francis Durbridge, reż. Jan Bratkowski – jako Daly, urzędnik państwowy
- 13 IV 1970: Dziewczęta z Nowolipek Pola Gojawiczyńska, reż. Stanisław Wohl – rola epizodyczna
- 18/25 IX 1972: Kordian i cham Leon Kruczkowski, reż. Jan Bratkowski – rola epizodyczna
- 22 X 1972: Echo Tadeusz Hołuj, reż. Andrzej Zakrzewski – jako Prezes
- 19 XI 1972: Odlot scen. i reż. Andrzej Zakrzewski – rola epizodyczna
- 9 X 1979: Bal manekinów Bruno Jasieński, reż. Janusz Warmiński – jako Sekundant.

## Film
Na ekranie kinowym po raz pierwszy pojawił się 24 kwietnia 1953 r. Debiutował jako agitator nawołujący do zakładania spółdzielni rolniczej w filmie Trzy opowieści.
- 27 IV 1954: Celuloza Igor Newerly, reż. Jerzy Kawalerowicz – obsada aktorska
- 25 XII 1955: Zaczarowany rower Jerzy Suszko i Bohdan Tomaszewski, reż. Silik Sternfeld – jako mechanik
- 20 X 1958: Kalosze szczęścia Janusz Majewski, reż. Antoni Bohdziewicz – jako Amerykanin w Rzymie
- 1960: Zbieg (etiuda fabularna), reż. Stanisław Jędryka – jako kapitan Milicji Obywatelskiej (MO)
- 9 IX 1970: Kolumbowie (serial telewizyjny) Roman Bratny, reż. Janusz Morgenstern – jako uczestnik dyskusji z przedstawicielem rządu londyńskiego.

## Radio
19 maja 1949 r. debiutował, jako Dionizy (kamerdyner hr. Zefirowa), w słuchowisku reżyserowanym przez Kazimierza Rudzkiego, opartym na powieści Ojciec debiutantki Aleksandra Bondy, które zrealizowano pod auspicjami Teatru Polskiego Radia.
- 14 VII 1950: Sadko bogacz, reż. Tadeusz Łopalewski
- 3 XII 1950: Narada Stanisław Wygodzki, reż. Tadeusz Byrski – jako Kalina
- 28 I 1951: Bardzo ciekawa historia August Wilkoński, reż. Zbigniew Koczanowicz – jako Gość
- 6 IX 1953: Węgiel Aleksander Ścibor-Rylski, reż. Rena Tomaszewska – jako Kokot
- 11 X 1953: Opowieść o sześciu towarzyszach Stanisław Stampf’l i Stanisław Ziembicki, reż. Rena Tomaszewska – jako Major polski
- 2 I 1954: Nawrócony Bolesław Prus, reż. Irena Ładosiówna
- 30 X 1961: Cerebroskop Konrad Fiałkowski, reż. Wanda Tatarkiewicz-Małkowska (słuchowisko SF)
- 25 IX 1963: Sala szpitalna Samuel Aloszyn, reż. Jerzy Rakowiecki – jako Tierechin
- 15 XI 1966: Krzyżacy Henryk Sienkiewicz, reż. Zbigniew Kopalko – jako Ksiądz Kaleb
- 3 XII 1968: Żałosne przypadki Borysa i Gleba, potomków Wielkiego Włodzimierza, reż. Zbigniew Kopalko
- 16 II 1970: Żalem napełniona Wiktor Reyzz-Rubini, reż. Zofia Rakowiecka – jako Szmidt
- 18 II 1970: Przyjdź jak najprędzej Tymoteusz Karpowicz, reż. Zbigniew Kopalko
- 16 VIII 1970: Pańczatantra czyli mądrości Indii ksiąg pięcioro, reż. Zbigniew Kopalko
- 23 V 1971: Śpiew o Bośni Jalu Kurek, reż. Natalia Szydłowska – jako lekarz
- 31 XII 1971: Lalka Bolesław Prus, reż. Andrzej Łapicki – jako Wysocki
- 22 III 1972: Koncert Rachmaninowa Zygmunt Zeydler-Zborowski, reż. Zofia Rakowiecka – jako lekarz
- 1 VI 1972: Kozietulski i inni Marian Brandys, reż. Krystyna Sznerr – jako T. Kościuszko
- 24 IX 1972: Opowieść o najdroższym szpiegu świata Andrzej Kudelski, reż. Juliusz Owidzki – jako Ogrodnik
- 25 II 1973: Sprawa brzeska Mieczysław Szerer, reż. Juliusz Owidzki – jako Dozorca
- 4 III 1973: Stulecie detektywów Jürgen Thorwald, reż. Juliusz Owidzki – jako Proboszcz
- 18 IV 1973: Nędznicy Wiktor Hugo, reż. Juliusz Owidzki – jako Głos
- 25 IV; 4 i 7 V 1973: Nędznicy Wiktor Hugo, reż. Juliusz Owidzki – jako Służący
- 3 VI 1973: Wychowanka[10] Aleksander Fredro, reż. Zbigniew Kopalko – jako Szymon
- 10 XII 1973: Popioły Stefan Żeromski, reż. Jan Świderski – jako Sędzia
- 25 XII 1973: Książę ułomny Jeremi Przybora, reż. Jerzy Markuszewski – w podwójnej roli: Kacper i Kamerdyner
- 30 XII 1973: Co by wam się darzyło Lucyna Legut, reż. Zdzisław Dąbrowski – jako Dziadek
- 22 VII 1974: Przeciętny Aleksander Minkowski, reż. Zbigniew Kopalko
- 17 IX 1974: Łuk Wolności Iwan Jowkow, reż. Zbigniew Kopalko – jako ojciec Serafin
- 2 II 1975: Czerwona oberża Honoriusz Balzak, reż. Zdzisław Tobiasz – jako Walhenfer
- 9 II 1975: Piękna Ihuoma Elechi Amadi, reż. Zdzisław Tobiasz – jako Turumbu
- 30 III 1975: Poker z ręki scen. i reż. Andrzej Kurek
- 16 VI 1975: Druga i trzecia miłość Piotr Wojciechowski, reż. Zbigniew Kopalko – jako ojciec
- 9 VII 1975: Wrastanie Eugeniusz Paukszta, reż. Zdzisław Dąbrowski – jako Starszy robotnik
- 22 VII 1975: Schody historii scen. i reż. Jerzy Tuszewski
- 23 VII 1975: Sygnał dla Białej Orchidei Aleksander Minkowski, reż. Zdzisław Dąbrowski – jako Bolczak
- 28 XII 1975: Uciechy stanu małżeńskiego, reż. Zdzisław Tobiasz – jako Mnich
- 1 I 1976: Siedem milionów dolarów Robert Arthur, reż. Lech Komarnicki – jako Peebles
- 18 II 1976: Złota wolność Zofia Kossak, reż. Zdzisław Tobiasz – jako Boguta
- 3 VI 1976: Nie ma kto pisać do pułkownika Gabriel Garcia Marquez, reż. Zbigniew Kopalko – jako Ksiądz
- 5 VI 1976: Diabeł Witold Rumel, reż. Zbigniew Kopalko – jako Hipolito Beccaria
- 19 i 26 IX 1976: Portret kasztelanki Janina Hertz, reż. Henryk Rozen – jako Ogrodnik Jan
- 17 XI 1976: Ziemia płonie Ryszard Jegorow, reż. Zbigniew Kopalko – jako Chłop z Serchowa
- 29 XII 1976: Akropol Jerzy Putrament, reż. Zdzisław Tobiasz – w podwójnej roli: Tserotokles i Patridge
- 10 IV 1977: Historyja o chwalebnym Zmartwychwstaniu Pańskim Mikołaj z Wilkowiecka, reż. Zdzisław Dąbrowski – jako Kleofas
- 15 VII 1977: Sława i chwała Jarosław Iwaszkiewicz, reż. Zofia Rakowiecka – jako Sitarski.

## Przebieg pracy
W trakcie swej 41-letniej kariery aktorskiej występował na deskach 9 teatrów, głównie warszawskich.
- Teatr Obozowy (Oflag VII A Murnau): 1940–1945 jako adept
- Teatr Ludowy im. Wojciecha Bogusławskiego (Lingen): 1945 jako adept
- Teatr Ziemi Pomorskiej (Toruń): 1946−1947
- Miejskie Teatry Dramatyczne (Warszawa): 1947−1949
- Teatr Powszechny w Warszawie: 1949−1950
- Teatr Dzieci Warszawy: 1950
- Teatr Nowej Warszawy: 1950−1951
- Teatr Ateneum w Warszawie: 1951−1958 i 1960−1981
- Teatr Narodowy (Warszawa): 1958−1960

## Nagrody
- Festiwal Polskich Sztuk Współczesnych – wyróżnienie za rolę majstra Kabana w Człowieku i maszynach Lubeckiego w Teatrze Nowej Warszawy (1951)

## Śmierć
Aktor zmarł w wieku 69 lat. Został pochowany na warszawskim Cmentarzu Prawosławnym przy ul. Wolskiej.